# Othella Dallas

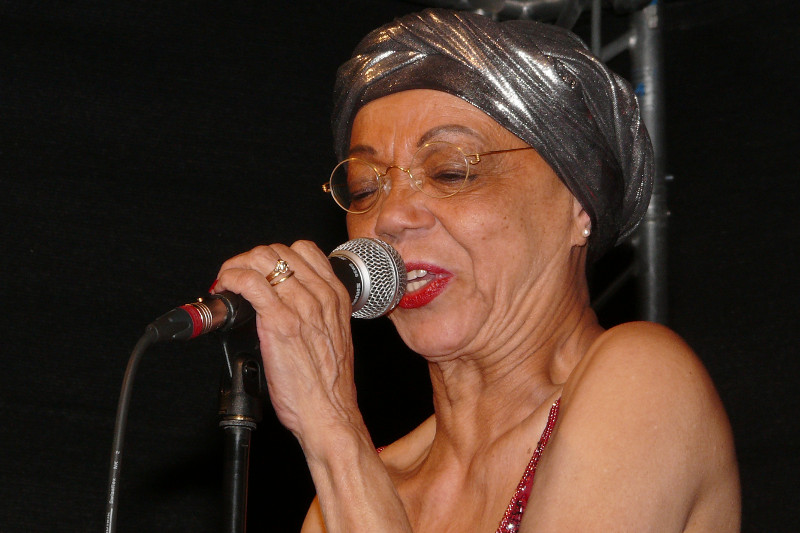
Othella Dallas, Jazz-Sängerin, 2011 am Jazzfestival 2011 in Sissach

Othella Dallas (* 26. September 1925 in Memphis, Tennessee, Vereinigte Staaten als Othella Talmadge Strozier; † 28. November 2020 in Binningen, Kanton Basel-Landschaft, Schweiz) war eine amerikanische Tänzerin und Jazzsängerin. Nach Stationen in Paris und Zürich eröffnete sie 1975 im Basler Gundeli-Quartier eine Tanzschule, wo sie die Dunham-Technik lehrte.

## Leben und Wirken
Dallas, deren Mutter als erste afroamerikanische Pianistin im Radio von St. Louis zu hören war, stammt aus einer musikalischen Familie; ihr Halbbruder ist Frank Strozier. W. C. Handy war ihr Babysitter. 1943 wurde sie bei einer Schulaufführung in St. Louis von Katherine Dunham entdeckt, die sie in ihre Tanzcompany nach New York holte. Als Solotänzerin der Dunham Company tourte Strozier bis nach Südamerika und Europa. Nach ihrer Eheschließung zog sie 1949 nach Frankreich. Dort begann sie ab 1952 als Sängerin aufzutreten, auch mit Größen wie Sidney Bechet und Nat King Cole. Daneben gründete sie dort ebenso wie in den 1960er Jahren in Zürich eine Tanzschule, in der sie Margrit Läubli, Daniel Spoerri, Ruedi Walter und Margrit Rainer unterrichtete. Duke Ellington schrieb zwei Songs für sie; erste Aufnahmen der Sängerin entstanden 1967 mit dem Septett von Mac Strittmatter. Weitere Alben entstanden ab den 1980er Jahren. Zum siebzigsten Geburtstag trat sie drei Wochen lang im Basler Tabourettli auf, später tourte sie durch Russland. Ihre CD 2008 I Live the Life I Love (2008) verschaffte ihr Auftritte beim Festival da Jazz in St. Moritz ebenso wie im Zürcher Theater Rigiblick.
Andres Brütsch drehte über sie den Dokumentarfilm Othella Dallas – What Is Luck?, der 2015 Premiere hatte.
Ihre Tanz-Workshops, die sie nicht nur in Basel, sondern auch im europäischen Ausland wie etwa in London veranstaltete, waren sehr beliebt, da sie die letzte noch aktive Tanzlehrerin war, die mit Katherine Dunham getanzt hatte. Als Jazzsängerin tourte Dallas 2019 mit ihrer Band im Rahmen der „94th Anniversary-Tour“ durch die Schweiz.

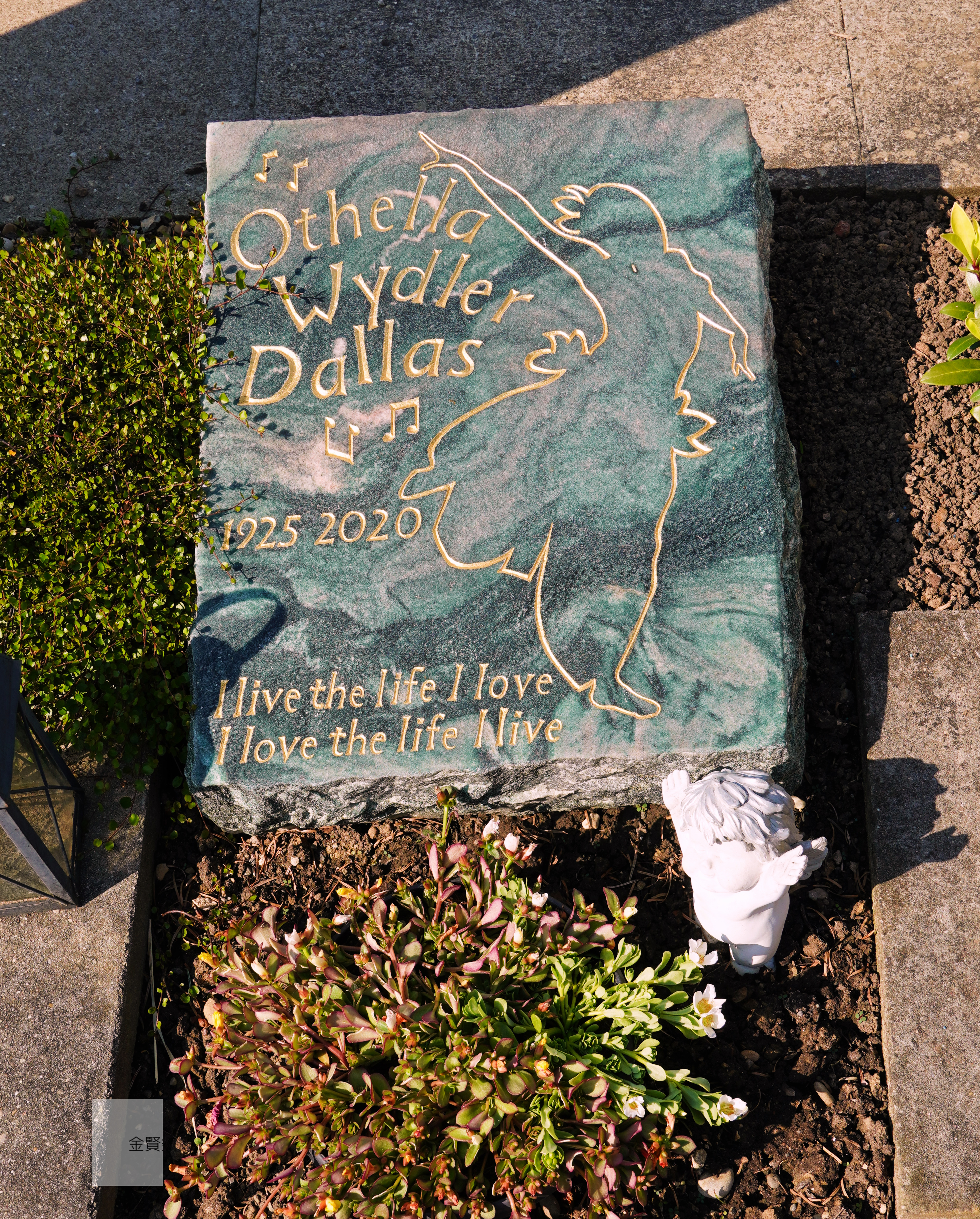
Grab von Othella Wydler-Dallas in Binningen BL

Dallas wurde auf dem Friedhof St. Margarethen Nord in Binningen BL bestattet.

## Diskographische Hinweise
- Little Girl from Memphis: The Show 1925-1995 (Mons Records 1995, mit Thomas Moeckel, Philippe Hammel, Kirk Lightsey, Tibor Elekes, John Betsch)
- Fever for Bluesy Jazz (Mons Records 1995, mit Matthias Bröde, Hubert Nuss, Christian Ramond, Hans Braber)
- What's This Thing Called Love? (Brambus Records 2000, mit Pius Baschnagel, Nick Mens, Thomas Silvestri)
- I Live the Life I Love (Suonix 2008)

## Auszeichnungen
- 2019: Swiss Jazz Award[6]